# Regierungsinformationsamt
Das Regierungsinformationsamt (chinesisch 行政院新聞局, Pinyin Xíngzhèng Yuàn Xīnwén Jú, englisch Government Information Office, Abk. GIO) war eine Behörde auf Ministeriumsebene, die zum Exekutiv-Yuan der Republik China (Taiwan) gehörte; der Exekutiv-Yuan ist das Regierungskabinett/Ministerrat des Staates. Das GIO hatte die Aufgabe, die Politik der Regierung zu verbreiten und die Medienpolitik den Erfordernissen der Zeit anzupassen.

## Aufgaben
Die Arbeit des GIO bestand in erster Linie darin, die Staatspolitik zu erläutern; der GIO-Minister fungierte auch als Regierungssprecher der Republik China. Außerdem hatte das GIO den Auftrag, wichtige Informationen im In- und Ausland bekanntzugeben sowie ausländische Journalisten in Taiwan zu betreuen.
Daneben befasste das GIO sich intensiv mit der Herstellung und Bearbeitung von Publikationen. Dazu zählten fremdsprachige Periodika wie die Monatszeitschrift Taiwan Review (Englisch, 65 Seiten), die Zweimonatszeitschrift Taiwan heute (Deutsch, 65 Seiten), die Zweimonatszeitschrift Taiwan Hoy (Spanisch, 49 Seiten), die Monatszeitschrift Taiwan aujourd'hui (Französisch, 49 Seiten), die Zweimonatszeitschrift Taiwanskaja Panorama (russisch Тайваньская панорама; Russisch, 65 Seiten), Nachrichten-Websites auf Englisch (Taiwan Today) und Französisch (Taiwan Info).
Überdies veröffentlichte das GIO das Jahrbuch der Republik China (englisch), die Broschüre „Taiwan auf einen Blick“ (in zahlreichen Sprachen), und es wurden bei Bedarf sonstige Informationsmaterialien sowie Werbefilme erstellt. Bei der Entwicklung von Informations- und Kulturprojekten im Ausland spielten die Auslandsniederlassungen des GIO vor Ort eine gewichtige Rolle.

## Geschichte
Das GIO wurde am 2. Mai 1947 offiziell durch die Regierung der Republik China in der damaligen Hauptstadt Nanjing auf dem chinesischen Festland ins Leben gerufen. In den Wirren des Bürgerkrieges zwischen der von der Nationalen Volkspartei (Kuomintang, KMT) geführten Regierung und den chinesischen Kommunisten wurde der administrative Status des GIO mehrfach geändert, bevor es am 1. Januar 1954 in Taiwan reaktiviert wurde.
Am 1. März 2006 wurde die Nationale Kommunikations-Kommission (國家通訊傳播委員會, englisch National Communications Commission, Abk. NCC) gegründet, auf die ein Teil der Zuständigkeiten des GIO übertragen wurde, etwa die Regulierung der Entwicklung der Kommunikations- und Informationstechnologie, die Vergabe von Rundfunklizenzen und andere. Im Rahmen der Umstrukturierung der Zentralregierung der Republik China wurde das GIO am 20. Mai 2012 aufgelöst, seine Abteilungen wurden auf den Exekutiv-Yuan, das Außenministerium sowie das neu gegründete Kulturministerium verteilt.

### Leiter (Minister) des GIO
- 5/1947 – 12/1948: Hollington K. Tong (董顯光; 1887–1971)
- 4/1950 – 12/1953: Shen Chang-huan (沈昌煥; 1913–1998)
- 1/1954 – 1/1956: Wu Nan-ju (吳南如; 1898–1975)
- 2/1956 – 7/1961: Sampson C. Shen (沈錡; 1917–2004)
- 7/1961 – 11/1966: James Shen (沈劍虹; 1909–2007)
- 11/1966 – 5/1972: James Wei (魏景蒙; 1907–1982)
- 6/1972 – 5/1975: Fredrick Chien (錢復; * 1935)
- 5/1975 – 1/1979: Ding Mou-shih (丁懋時; * 1925)
- 1/1979 – 9/1984: James Soong (宋楚瑜; * 1942)
- 9/1984 – 4/1987: Chang King-yuh (張京育; * 1937)
- 4/1987 – 9/1991: Shaw Yu-ming (邵玉銘; * 1938)
- 9/1991 – 5/1996: Jason Hu (胡志強; * 1948)
- 6/1996 – 5/1997: Su Chi (蘇起; * 1949)
- 5/1997 – 2/1998: Lee Ta-wei (李大維; * 1949)
- 2/1998 – 11/1999: Chen Chien-jen (程建人; * 1939)
- 11/1999 – 5/2000: Chao Yi (趙怡; * 1950)
- 5/2000 – 10/2000: Chung Chin (鍾琴; * 1953)
- 10/2000 – 1/2002: Su Tzen-ping (蘇正平; * 1950)
- 1/2002 – 7/2003: Arthur Iap (葉國興; * 1952)
- 7/2003 – 5/2004: Huang Hwei-chen (黃輝珍; * 1954)
- 5/2004 – 3/2005: Lin Chia-lung (林佳龍; * 1964)
- 3/2005 – 1/2006: Pasuya Yao Wen-chih (姚文智; * 1965)
- 1/2006 – 4/2007: Cheng Wen-tsang (鄭文燦; * 1967)
- 4/2007 – 5/2007: William J. T. Yih (易榮宗; * 1955); kommissarische Leitung
- 5/2007 – 5/2008: Shieh Jhy-wey (謝志偉; * 1955)
- 5/2008 – 12/2008: Vanessa Shih (史亞平; * 1962)
- 1/2009 – 2/2010: Su Jun-pin (蘇俊賓; * 1976)
- 2/2010 – 5/2011: Johnny Chiang (江啟臣; * 1972)
- 5/2011 – 5/2012: Philip Yang (楊永明; * 1964)

## Struktur
Das GIO bestand zum Zeitpunkt seiner Auflösung aus 8 Abteilungen, 7 Büros, 1 Komitee und 2 Gruppen: Abteilung der Inlandspresse (國內新聞處), Abteilung der Auslandspresse (國際新聞處), Abteilung für Redaktion und Übersetzung (資料編譯處), Abteilung für Verlagswesen (出版事業處), Film-Abteilung (電影事業處), Rundfunk-Abteilung (廣播電視事業處), Abteilung für audio-visuelle Materialien (視聽資料處), Planungsabteilung (綜合計畫處), Büro des GIO-Ministers (局長室), Protokoll-Büro (聯絡室), Büro für allgemeine Angelegenheiten (總務室), Buchhaltungs-Büro (會計室), Personalbüro (人事室), Sekretariats-Büro (主任秘書室), Büro für Arbeitsmoral (政風室), Komitee für Rechtsfragen (法規委員會), EDV-Gruppe (資訊小組), Gruppe für E-Mail des Premierministers (院長信箱).